# Al-Kawthar
Al-Kawthar “A Abundância” (do árabe: سورة الكوثر) é a centésima oitava sura do Alcorão e tem 3 ayats.
‏إِنَّآ أَعْطَيْنَكَ ٱلْكَوْثَرَ 1  
Em verdade, nós o agraciamos com a abundância
2 ‏فَصَلِّ لِرَبِّكَ وَٱنْحَرْ 
Reza, pois, ao teu Senhor, e faze sacrifício
3 ‏إِنَّ شَانِئَكَ هُوَ ٱلْأَبْتَرُ
Em verdade, quem te insultar não terá posteridade.